# 抽薹

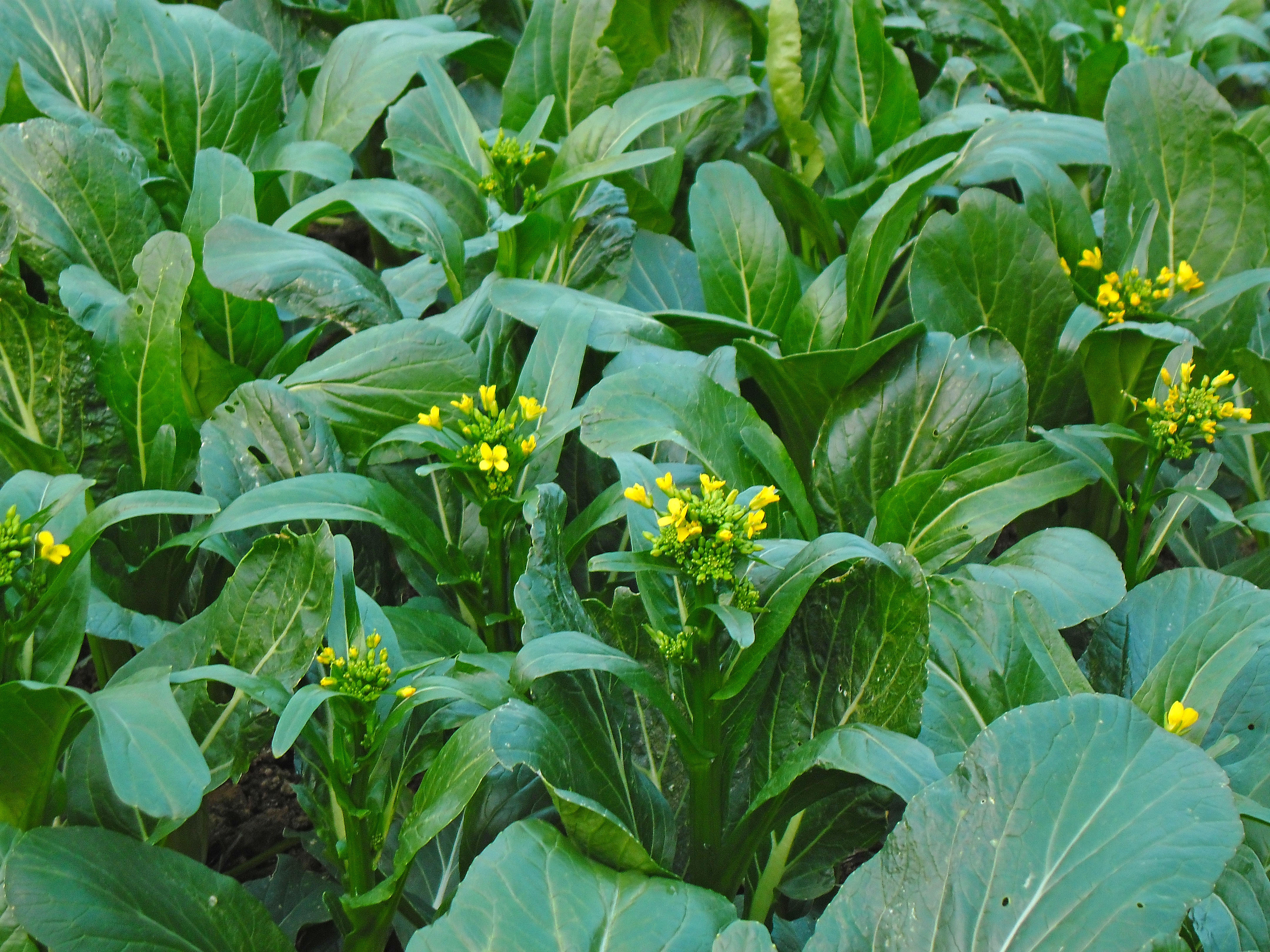
菜薹由节间伸长的茎和花序梗构成

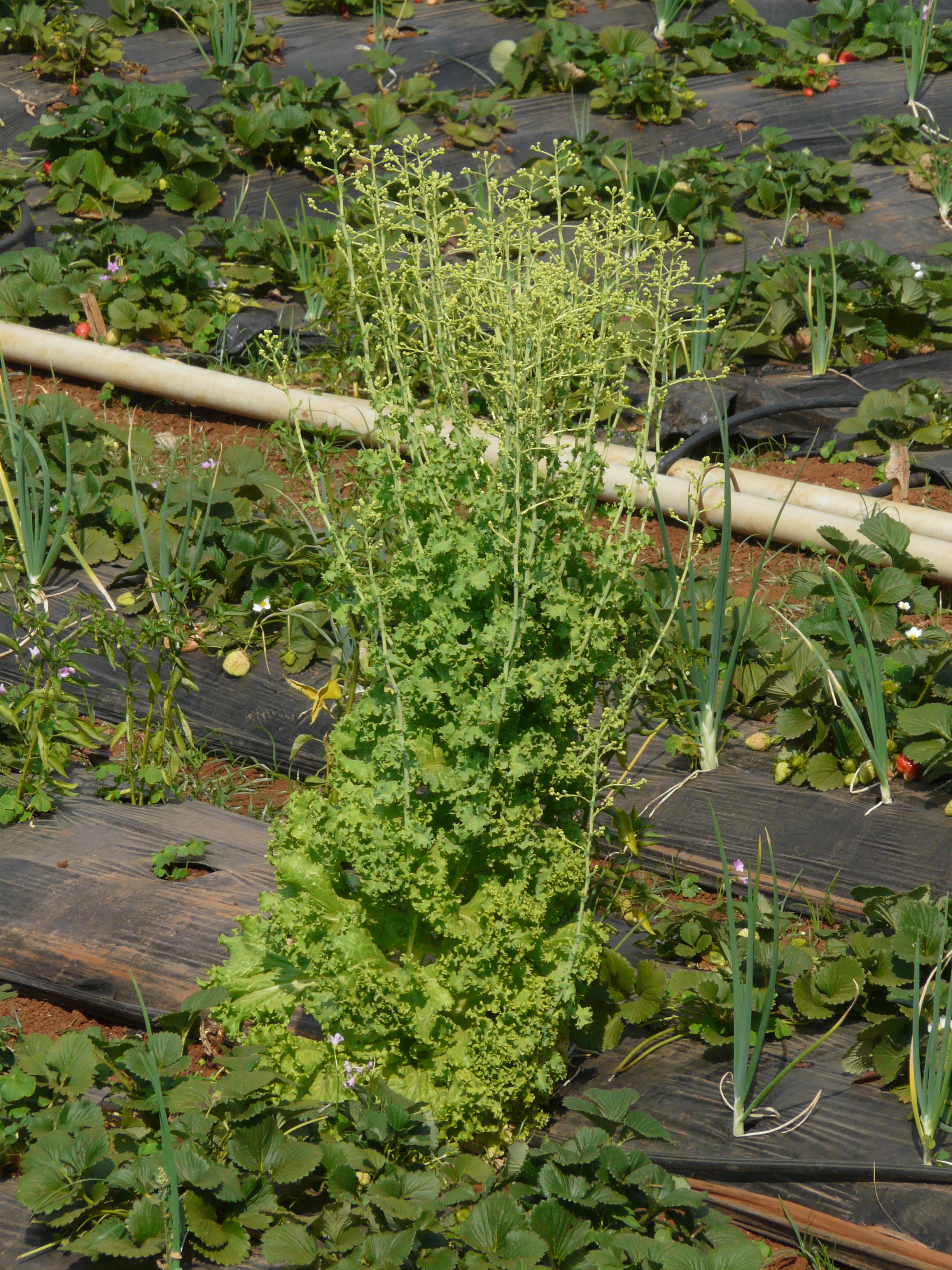
抽薹的莴苣，类似菜薹

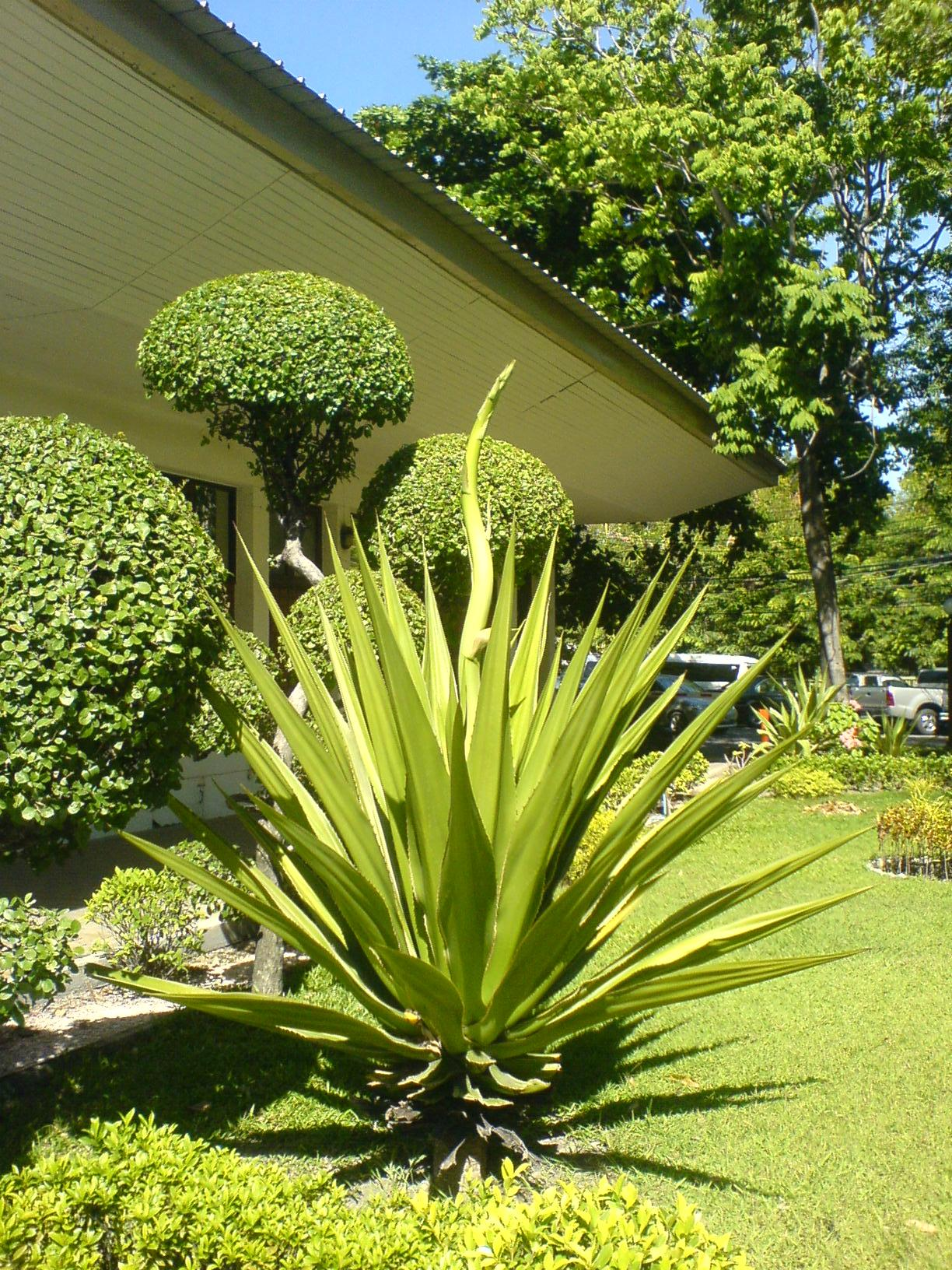
开始抽薹（花序梗）的剑麻

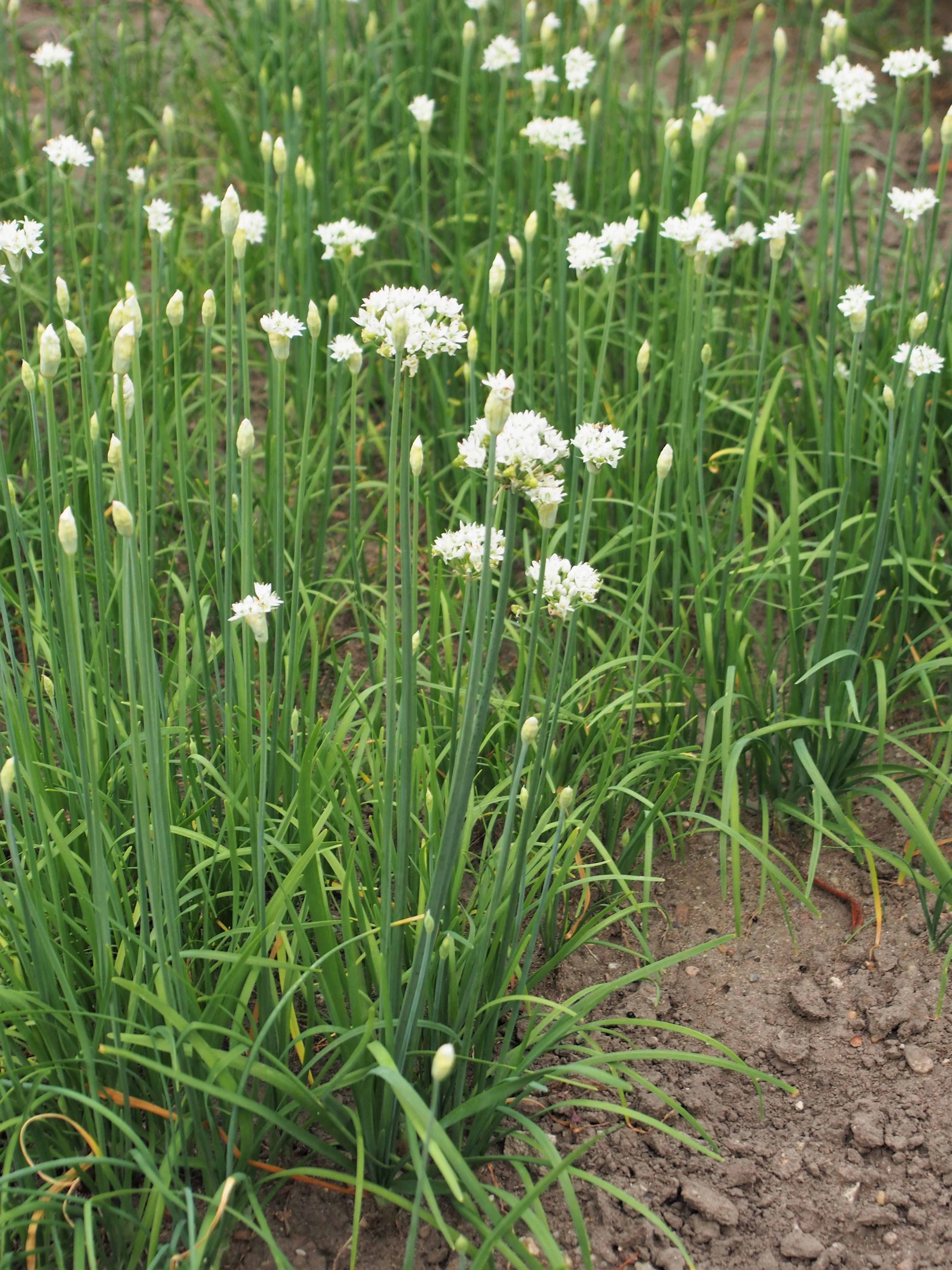
韭薹是韭菜的花莛，从地面抽出

抽薹（英語：bolting）是指某些具有基部簇生叶的植物产生花茎的过程或时期。此花茎往往由节间迅速伸长的茎和花序梗构成（如菜薹、莴苣），或者仅由伸长的花序梗构成（如剑麻、芦荟），若花序梗直接从地表抽出则称为花莛（如蒜薹、韭薹）。植株长出花茎，一般都是在营养生长到一定阶段后，在適合的温度及日照下，转变到生殖生长，通过花芽分化，花茎从叶簇中迅速伸长植株抽高，接着开花；而一阵低温可使植株提早抽薹，来不及收成。
抽薹的植株会将养分资源从产生人类可食用部分的叶或根，转用到了花茎长成，使需要收获营养器官的作物的风味和质地产生变化甚至枯萎，造成低质量的收成。以白菜为例，通常需冬天低温刺激，才能自叶簇中抽出花茎进而开花，所以对于这种以采收叶子为主的蔬菜而言，最好是抽薹前就收成，食用口感较佳。
容易抽薹的作物包括莴苣、罗勒、甜菜、蕓薹屬（白菜、甘蓝、油菜）、菠菜、芹菜、洋葱和韭菜。但此花茎亦可采来当蔬菜食用，例如：蒜薹、韭薹。